# Manchurianský kandidát
Manchurianský kandidát (v anglickém originále The Manchurian Candidate) je americký válečný film z roku 2004. Režisérem filmu je Jonathan Demme. Hlavní role ve filmu ztvárnili Denzel Washington, Liev Schreiber, Meryl Streep, Kimberly Elise a Jon Voight. Jde o remake úspěšného amerického filmu Mandžuský kandidát z roku 1962.

## Ocenění
Meryl Streep byla za svou roli v tomto filmu nominována na Zlatý glóbus a cenu BAFTA.

## Obsazení
| Denzel Washington | Bennett Marco         |
| Liev Schreiber    | Raymond Prentiss Shaw |
| Meryl Streep      | Eleanor Prentiss Shaw |
| Kimberly Elise    | Eugenie Rose          |
| Jon Voight        | Thomas Jordan         |
| Vera Farmiga      | Jocelyne Jordan       |
| Jeffrey Wright    | Al Melvin             |
| Simon McBurney    | Atticus Noyle         |
| Bruno Ganz        | Delp                  |
| Ted Levine        | Howard                |
| Miguel Ferrer     | Garret                |
| Charles Napier    | Sloan                 |